# Lithophane laceyi
Lithophane laceyi là một loài bướm đêm trong họ Noctuidae.